# Somboled
Somboled je dioničarsko društvo iz Sombora, Gakovačka bb. Bavi se proizvodnjom i preradom mlijeka. Proizvodi mlijeko, mliječne proizvode i sireve. Poznata robna marka je Somborska feta.

## Povijest
Osnovan je 1934. godine pod imenom Švajcarska sirana. Nakon godinu dana je promijenila vlasnika, ali je zadržala ime.
Dana 11. studenoga 2003. godine potpisan je ugovor o strateškom partnerstvu s hrvatskom mliječnom industrijom Dukat, čime je Dukat postao većinski vlasnik. Kao posljedica toga, Somboled je dobio novi pogon.
Dana 23. siječnja 2008., počela je zamjena robne marke Somboled u Dukat, nakon što se dovršilo integriranje mljekare Somboled u poslovni sustav Dukat, koji je onda bio dijelom francuske kompanije Lactalis.

## Vanjske poveznice
- (srpski) Somboled  Arhivirana inačica izvorne stranice od 29. studenoga 2009. (Wayback Machine)